# Кочари (понтийский танец)
Ко́чари (греч. Κότσαρι) — массовый народный танец понтийских греков.

## Этимология
На понтийском диалекте «кочари» означает «кость голеностопа»: в танце голеностоп поднимается вверх в несколько этапов. Отмечается также, что название восходит к турецкому языку.

## Описание
В отличие от большинства понтийских танцев, кочари имеет чётный ритм (2/4). Изначально кочари танцевался в закрытом кругу, но в настоящее время обычно танцуется в открытом кругу или, во время выступлений, в линию на месте. Руки во время исполнения кладутся на плечи партнёра. Наряду с тиком кочари является одним из самых популярных танцев и имеет широкое распространение и не среди понтийцев в Восточной Македонии; другие греки не копируют понтийский стиль точно и используют непонтийскую музыку. Дух танца называют «воинственным, перекликающимся с многолетним столкновениями с соседней Турцией».